# Vannella lata
Vannella lata – gatunek ameby należący do rodziny  Vannellidae z supergrupy Amoebozoa według klasyfikacji Cavaliera-Smitha.
Forma pełzająca jest kształtu półkolistego albo flagowatego. Hialoplazma zajmuje około 2/3 całkowitej długości pełzaka. Osobnik dorosły osiąga wielkość 24 – 46 μm. Posiada pojedyncze jądro o średnicy 3,7 – 6,5 μm.
Forma swobodnie pływająca posiada 3 do 14  symetrycznie rozmieszczonych pseudopodiów.
Występuje w wodach słodkich.